# The Tomb of Ligeia
The Tomb of Ligeia (bra: O Túmulo Sinistro) é um filme britânico de 1964 do gênero terror, produzido pela American International Pictures e dirigido por Roger Corman. O roteiro de Robert Towne baseou-se no conto "Ligeia" do escritor Edgar Allan Poe. Foi a última das oito adaptações cinematográficas do diretor, das histórias de Poe. Filmado na Inglaterra, (no Castelo Acre Priory e outros lugares), com música de Kenneth V. Jones.

## Sinopse
Verden Fell, viúvo de Ligeia, sente-se atormentado pela morte de sua esposa e pelos seus últimos pensamentos ateus. Ele se isola do mundo até conhecer Rowena, com quem se casa. Porém o espírito de Ligeia parece assombrar a mansão onde vivem, manifestando-se através de um gato sinistro que ameaça Rowena. À medida que os ataques do gato se intensificam, Fell é forçado a confrontar o espírito da falecida esposa. No clímax da história, Fell enfrenta Ligeia na forma de um gato e, após cegá-la, a estrangula, mas ambos morrem no incêndio causado pelo acidente no túmulo. Rowena e o amigo de Fell, Gough, sobrevivem e começam uma nova vida.

## Elenco
- Vincent Price…Verden Fell
- Elizabeth Shepherd…Rowena Trevanion/Ligeia
- John Westbrook…Christopher Gough
- Derek Francis…Lorde Trevanion
- Oliver Johnston…Kenrick
- Richard Vernon…Dr. Vivian
- Frank Thornton…Peperel
- Ronald Adam…Clergyman
- Denis Gilmore…Mensageiro
- Penelope Lee…Criada

## Sinopse
Na Inglaterra do século XIX, Verden Fell é um viúvo que vive com seu criado e um gato preto numa grande propriedade onde estuda relíquias egípcias. Ele teme pela alma da sua falecida esposa Ligeia, que era egípcia e que teria blasfemado contra Deus ao morrer. Verden usa óculos escuros pois não suporta a luz do dia. Durante uma caçada à raposa, a impetuosa Rowena invade as ruínas da abadia onde está o túmulo de Ligeia, nas terras de Verden, e o conhece. Pouco depois os dois se casam, mas o espírito de Ligeia parece assombrar o castelo e dominar Verden, para terror de Rowena.